# Aurora Sport Club Desio 1979-1980
Questa voce raccoglie le informazioni riguardanti la Aurora Sport Club Desio nelle competizioni ufficiali della stagione 1979-1980.

## Rosa
| N. |                   | Ruolo | Calciatore         |
| -- | ----------------- | ----- | ------------------ |
|    | Italia (bandiera) | C     | Roberto Bertuzzo   |
|    | Italia (bandiera) | D     | Luigi Bidinotto    |
|    | Italia (bandiera) |       | Brambilla          |
|    | Italia (bandiera) | C     | Maurizio Casati    |
|    | Italia (bandiera) | A     | Raffaele Colloca   |
|    | Italia (bandiera) | D     | Roberto Colzani    |
|    | Italia (bandiera) | D     | Roberto Dorini     |
|    | Italia (bandiera) | A     | Giuseppe Gennaro   |
|    | Italia (bandiera) |       | Grassi             |
|    | Italia (bandiera) | A     | Maurizio Locatelli |
|    | Italia (bandiera) |       | Luraghi            |
|    | Italia (bandiera) | C     | Roberto Masolo     |

| N. |                   | Ruolo | Calciatore           |
| -- | ----------------- | ----- | -------------------- |
|    | Italia (bandiera) | C     | Gianni Milani        |
|    | Italia (bandiera) | P     | Enzo Molteni         |
|    | Italia (bandiera) |       | Nava                 |
|    | Italia (bandiera) | C     | Giuseppe Pallavicini |
|    | Italia (bandiera) | P     | Michele Pintauro     |
|    | Italia (bandiera) | D     | Adriano Raimondi     |
|    | Italia (bandiera) | A     | Tiziano Schiavolin   |
|    | Italia (bandiera) | D     | Pietro Tonini        |
|    | Italia (bandiera) | C     | Claudio Zagallo      |
|    | Italia (bandiera) |       | Zerilli              |
|    | Italia (bandiera) | C     | Lorenzo Zoppei       |